# China Open 2023 - Qualificazioni singolare maschile
Le qualificazioni del singolare maschile del China Open 2023 sono state un torneo di tennis preliminare per accedere alla fase finale della manifestazione. I vincitori dell'ultimo turno sono entrati di diritto nel tabellone principale. In caso di ritiro di uno o più giocatori aventi diritto a questi sono subentrati i lucky loser, ossia i giocatori che hanno perso nell'ultimo turno ma che avevano una classifica più alta rispetto agli altri partecipanti che avevano comunque perso nel turno finale.

## Teste di serie
1. Max Purcell (ultimo turno)
2. Yoshihito Nishioka (ritirato)
3. Miomir Kecmanović (ultimo turno)
4. Matteo Arnaldi (qualificato)

1. Daniel Altmaier (primo turno)
2. Aleksandar Vukic (ultimo turno)
3. Jeffrey John Wolf (qualificato)
4. Dušan Lajović (primo turno)

## Qualificati
1. Jeffrey John Wolf
2. Lloyd Harris

1. Yannick Hanfmann
2. Matteo Arnaldi

## Tabellone

### Legenda
| - Q = Qualificato - WC = Wild card - LL = Lucky loser | - ALT = Alternate - SE = Special Exempt - PR = Protected Ranking | - w/o = Walkover - r = Ritirato - d = Squalificato |

### Sezione 1
|  | Primo turno | Primo turno       | Primo turno       | Primo turno | Primo turno |  |  | Ultimo turno | Ultimo turno      | Ultimo turno      | Ultimo turno | Ultimo turno |  |
|  |             |                   |                   |             |             |  |  |              |                   |                   |              |              |  |
|  | 1           | Max Purcell       | 4                 | 6           | 6           |  |  |              |                   |                   |              |              |  |
|  | WC          | Li Hanwen         | 6                 | 1           | 2           |  |  | 1            | Max Purcell       | Max Purcell       | 3            | 0            |  |
|  | WC          | Bai Yan           | Bai Yan           | 65          | 3           |  |  | 7            | Jeffrey John Wolf | Jeffrey John Wolf | 6            | 6            |  |
|  | 7           | Jeffrey John Wolf | Jeffrey John Wolf | 7           | 6           |  |  |              |                   |                   |              |              |  |

### Sezione 2
|  | Primo turno | Primo turno     | Primo turno     | Primo turno | Primo turno |  |  | Ultimo turno | Ultimo turno   | Ultimo turno   | Ultimo turno | Ultimo turno |  |
|  |             |                 |                 |             |             |  |  |              |                |                |              |              |  |
|  | Alt         | Cristian Garín  | Cristian Garín  | 7           | 6           |  |  |              |                |                |              |              |  |
|  | WC          | Cui Jie         | Cui Jie         | 5           | 2           |  |  | Alt          | Cristian Garín | Cristian Garín | 3            | 0            |  |
|  | PR          | Lloyd Harris    | Lloyd Harris    | 6           | 6           |  |  | PR           | Lloyd Harris   | Lloyd Harris   | 6            | 6            |  |
|  | 5           | Daniel Altmaier | Daniel Altmaier | 3           | 1           |  |  |              |                |                |              |              |  |

### Sezione 3
|  | Primo turno | Primo turno       | Primo turno      | Primo turno | Primo turno |  |  | Ultimo turno | Ultimo turno      | Ultimo turno      | Ultimo turno | Ultimo turno |  |
|  |             |                   |                  |             |             |  |  |              |                   |                   |              |              |  |
|  | 3           | Miomir Kecmanović | 7                | 65          | 6           |  |  |              |                   |                   |              |              |  |
|  | Alt         | Pavel Kotov       | 5                | 7           | 1           |  |  | 3            | Miomir Kecmanović | Miomir Kecmanović | 1            | 4            |  |
|  |             | Yannick Hanfmann  | Yannick Hanfmann | 6           | 7           |  |  |              | Yannick Hanfmann  | Yannick Hanfmann  | 6            | 6            |  |
|  | 8           | Dušan Lajović     | Dušan Lajović    | 3           | 67          |  |  |              |                   |                   |              |              |  |

### Sezione 4
|  | Primo turno | Primo turno        | Primo turno       | Primo turno | Primo turno |  |  | Ultimo turno | Ultimo turno     | Ultimo turno     | Ultimo turno | Ultimo turno |  |
|  |             |                    |                   |             |             |  |  |              |                  |                  |              |              |  |
|  | 4           | Matteo Arnaldi     | 4                 | 6           | 7           |  |  |              |                  |                  |              |              |  |
|  | Alt         | Daniel Elahi Galán | 6                 | 3           | 612         |  |  | 4            | Matteo Arnaldi   | Matteo Arnaldi   | 6            | 6            |  |
|  |             | Brandon Nakashima  | Brandon Nakashima | 4           | 4           |  |  | 6            | Aleksandar Vukic | Aleksandar Vukic | 3            | 2            |  |
|  | 6           | Aleksandar Vukic   | Aleksandar Vukic  | 6           | 6           |  |  |              |                  |                  |              |              |  |